# Мелпомена
Мелпомена је у грчкој митологији била муза заштитница трагедије. Њено име потиче од грчке речи melpein, што значи „певати“. Представљена је са бршљановим венцем око главе, а у руци држи скиптар и бодеж прекривен крвљу. Увек је са трагичном маском на лицу.